# Vidra, Alba
Vidra (în trecut Vidra de Jos și Vidra de Sus, în maghiară Alsóvidra sau Kisaranyos) este satul de reședință al comunei cu același nume din județul Alba, Transilvania, România. Vidra (Alba) (în trecut Vidra de Jos și Vidra de Sus, în maghiară Alsóvidra sau Kisaranyos).

## Lăcașuri de cult
Biserica “Sfinții Arhangheli” din secolul al XVII-lea este înscrisă pe lista monumentelor istorice din județul Alba elaborată de Ministerul Culturii și Patrimoniului Național din România în anul 2010.

## Obiective turistice
- Rezervația naturală paleontologică "Dealul cu melci", la 650 m altitudine (5 ha).